# Madagaskarplevier
De madagaskarplevier (Anarhynchus thoracicus) is een waadvogel uit de familie van plevieren (Charadriidae).

## Verspreiding en leefgebied
Deze soort is endemisch op Madagaskar.

## Status
De grootte van de populatie wordt geschat op 1800-2300 volwassen vogels. Op de Rode lijst van de IUCN heeft deze soort de status kwetsbaar.